# Volvo Bussar
Volvo Bussar AB — подразделение концерна Volvo, один из крупнейших мировых производителей шасси для автобусов, которые поставляет многочисленным кузовным фирмам в разные страны мира. Volvo также является производителем полнокомплектных автобусов под собственной маркой. Филиалы Volvo Bussar имеются в 15 странах, а продукция продаётся в более чем 50 странах.

## Автобусные шасси Volvo
- 1950-е: B627
- 1950-е-1960-е: B615/B616/B617
- 1950-е-1960-е: B635/B638
- 1950-е-1960-е: B705
- 1950-е-1960-е: B725/B727
- 1951—1963: B655 (двигатель в середине)/B656/B657/B658
- 1960-е: B715
- 1963—1965: B755
- 1960-е-1980-е: B57 & BB57
- 1965—1982: B58
- 1970—1980: B59
- 1973—1985: Ailsa B55
- 1978—2001: B10M/B10MA/B10MD (двухэтажный городской автобус на шасси B10MD, выпускался с 1982 по 1993, под именем Citybus)
- 1970-е-1991: B10R
- 1980-е: C10M
- 1990—2002: B10B
- 1991—1998: B6/B6LE
- 1992—2000: Olympian (модифицированный Leyland Olympian)
- 1992—2004: B10BLE
- 1993—2000-е: B10L/B10LA
- 1997—2006?: B7L/B7LA
- 1998—2002: B6BLE
- 1998—2004: Super Olympian (также известен как B10TL)
- 1999—2006: B7TL
- 1991-2011: B12/B12R
- 1997-2019: B7R
- 1997-: B12B
- 1999-: B12M/B12MA (двойная сочленённая версия с 2002)
- 2000-: B7RLE
- 2001-: Volvo B12BLE/B12BLEA (сочленённая версия с 2005)
- 2002-: B9TL
- 2002-: B9S Articulated/B9 SALF Articulated (двойная сочленённая версия с 2006)
- 2003-: B9R
- 2005-: B9L/B9LA
- 2008?-: B5L Hybrid (гибридный электродвигатель)
- 2009?-: B13R

- SKV на шасси Volvo B70501  1959 г.в.
- Hägglund & Söner на шасси Volvo B58-60 1967 г.в.
- H. Höglund & Co на шасси Volvo B54-47T  1968 г.в.
- Kutter 7 на шасси Volvo B58-60 1969 г.в.
- Wiima M68 на шасси Volvo B57 1976 г.в.
- Kutter Deca 340 на шасси Volvo B10M 1987 г.в.
- Van Hool T8 Alizée на шасси Volvo B10M 1988 г.в.
- Arna на шасси Volvo B10B 1992 г.в.
- Carrus Fifty на шасси Volvo B10M-70 1997 г.в.
- Säffle System 2000NL на шасси Volvo B10M-70B 1998 г.в.
- Carrus Vega L на шасси Volvo B10BLE-70B 2000 г.в.
- Alfa Civis 18 на шасси Volvo B9LA 2009 г.в.

## Модельный рядавтобусовVolvo
Автобусы, продающиеся под маркой Volvo, на самом деле являются продуктом сторонних кузовных фирм (таких как Säffle Karosseri AB, Carrus Oy, Drögmöller, и пр.), заводы которых в разное время купила компания Volvo.

### Приобретённые компании
- Volvo Bussar Säffle AB, (до 1981 Säffle Karosseri AB, автобусы Säffle, Швеция).
- Volvo Austria GmbH, (Steyr Bus GmbH, автобусы Steyr, Австрия).
- Volvo Busse Industries (Deutschland) GmbH (1994—2005), (Drögmöller Karosserien GmbH & Co. KG, Heilbronn, автобусы Drögmöller, Германия).
- Volvo Bus Finland OY (1998—2008), (Carrus OY, автобусы Carrus. С 2008 Carrus Delta Oy, автобусы Volvo 9700, Финляндия).

### Серия 7000
В 1999 году были выпущены первые образцы низкорамного городского автобуса Volvo 7000 c 49-местным кузовом шириной 2550 мм из нержавеющей стали. Он оборудован 215-сильным 7-литровым мотором D7С, механической 5-ступенчатой трансмиссией ZF, тормозом-замедлителем, АБС и ASR.
- Volvo 7700
- Volvo 7700A

### Серия 8000
- Volvo 8700-10,8 m
- Volvo 8700-12,0 m
- Volvo 8700-14,0 m
- Volvo 8700LE-12,0 m Low Entry
- Volvo 8700LE-14,5 m Low Entry

### Серия 9000
- Volvo 9700
- Volvo 9900-12,0 m
- Volvo 9900-12,8 m
- Volvo 9900-13,7 m

## Старые модели автобусов Volvo
- Volvo B12-500 (кузов Drögmöller EuroPullman)
- Volvo B12-600 (кузов Drögmöller EuroComet)
- Volvo B10-400 (кузов Carrus Vega)

## Фотогалерея
- Volvo 7000A
- Volvo 7700
- Volvo 8400 (Для Индии)
- Volvo 8500
- Volvo 8700LE
- Volvo 9700 HD
- Volvo 9700 H
- Volvo 9700 S
- Volvo 9700 HD NG
- Volvo 9900